# Agafia Constantin
Agafia Constantin, född den 19 april 1955, är en rumänsk kanotist.
Hon tog OS-guld i K-4 500 meter i samband med de olympiska kanottävlingarna 1984 i Los Angeles.